# Бенович, Джеффри
Джеффри Бенович (Jeffrey L. Benovic) — американский учёный, исследователь GPCRs.
Доктор философии, профессор биохимии и молекулярной биологии Университета Томаса Джефферсона.
Отмечен NIH MERIT award (2006—2016) и «Discovery of the Year Award for Basic Science» Sidney Kimmel Comprehensive Cancer Center (2018). Является ISI Highly Cited Researcher по биологии и биохимии.
В 1986 году получил степень доктора философии по биохимии в Университете Дьюка. Перед тем, а также после — как постдок — занимался там же у Роберта Лефковица, впоследствии нобелевского лауреата по химии 2012 года.
В 1987—1989 гг. исследовательский фелло Медицинского института Говарда Хьюза.
С 1989 года в Темпльском университете, с 1991 года в Университете Томаса Джефферсона.
Член Cancer Cell Biology & Signaling Program Sidney Kimmel Comprehensive Cancer Center.
Член Американской ассоциации содействия развитию науки.
У Беновича обучался профессор Всеволод Гуревич (Vsevolod V. Gurevich).
С 2001 года ассоциированный редактор Biochemistry (journal).
Член редколлегий Cell (с 2009), Journal of Cell Biology (с 2004), Molecular Pharmacology (с 1998) и др.
Автор более 230 рецензированных публикаций. Согласно профилю в Google Scholar Citations его h-индекс > 100.